# The American Blues
American Blues fue una banda de estilo garaje que tocaba un estilo de blues psicodélico influenciada por 13th Floor Elevators creada en los 1960s en Texas. Los  más famosos miembros de la banda fueron Dusty Hill y Frank Beard que más tarde serían miembros de ZZ Top. Desde 1966 a 1968 fueron de Houston a Dallas para tocas su música en clubes de Dallas y también de Houston. Publicaron un disco llamado American Blues Is Here en 1968.
- Datos: Q6143998